# Pátensharc
A pátensharc az 1859. szeptember 1-jén kiadott Thun-féle pátens elleni heves és egységes ellenállás volt Magyarországon, elsősorban a protestáns (református és evangélikus) egyházak részéről. Az osztrák abszolutizmus, a Bach-korszak utolsó éveiben próbálta ezzel a rendelettel az egyházak autonómiáját megszüntetni és szoros állami ellenőrzés alá vonni azokat.

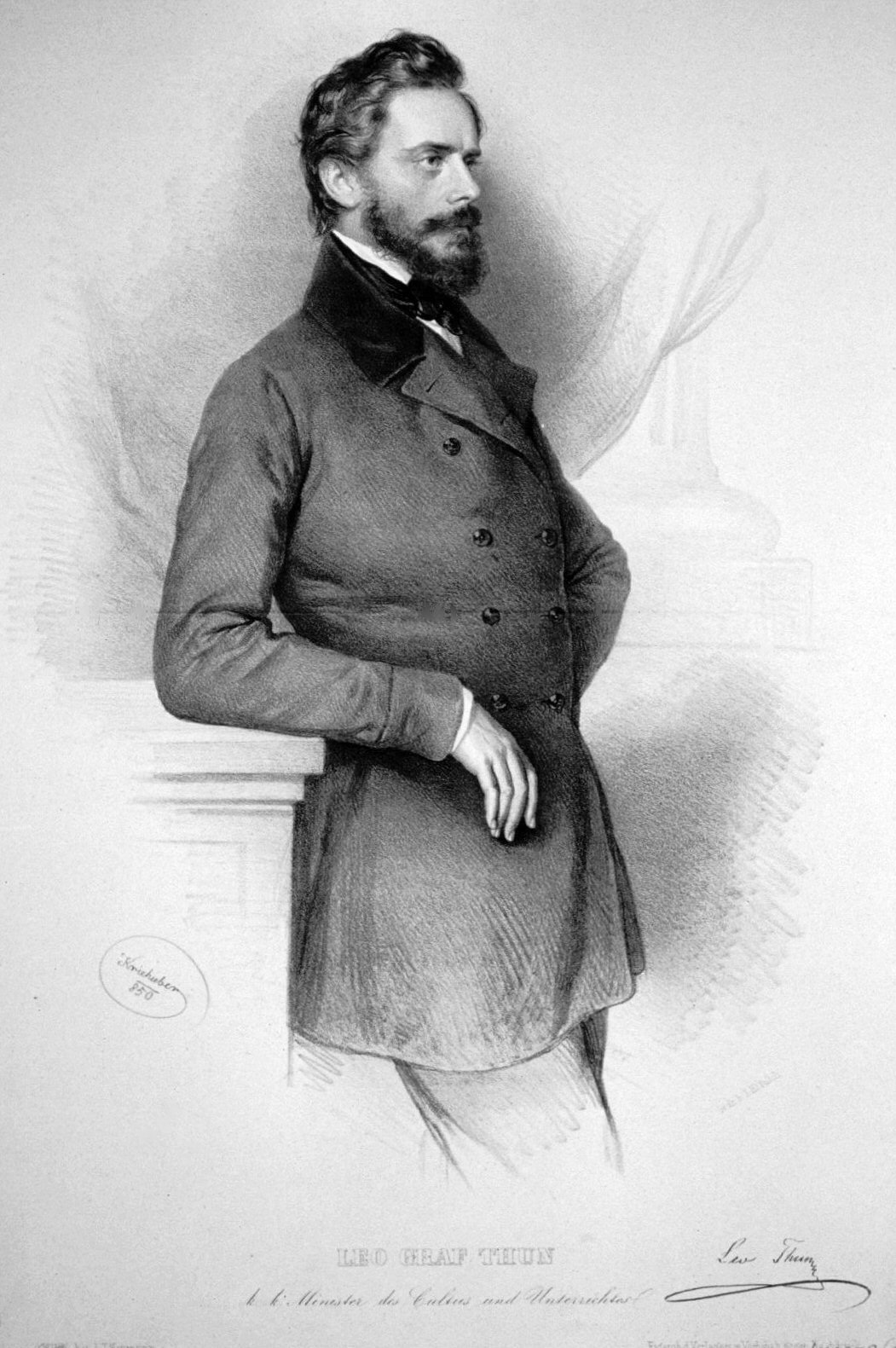
Leo Thun birodalmi vallás- és közoktatásügyi miniszter

## Az okok és a célok
- Az abszolutista kormányzat beavatkozása: A bécsi kormányzat, Leo Thun oktatás- és vallásügyi miniszter vezetésével, egységesíteni akarta a birodalom egyházszervezetét. Céljuk volt a magyar protestáns egyházak évszázados önkormányzati jogainak (zsinatok, választott tisztségviselők stb.) felszámolása.[3]
- Politikai ellenőrzés: Az abszolutizmus a protestáns egyházakat a magyar nemzeti ellenállás potenciális fészkének tekintette, és az autonómia megnyirbálásával a politikai kontrollt is növelni akarta.
- Egyházalkotmány helyett pátens: A pátens lényegében egy új egyházalkotmányt erőltetett volna rá a protestáns egyházakra felülről, az egyházi vezetés megkérdezése és beleegyezése nélkül.

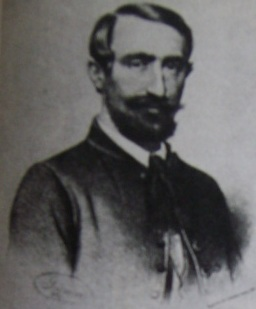
Az ifjú Tisza Kálmán

## Az ellenállás formái
A császári nyílt parancs (pátens) azonnali hatállyal kötelezővé tette az új szabályokat, azonban a protestáns egyházkerületek és gyülekezetek elsöprő többsége megtagadta a pátens elfogadását és végrehajtását. Engedély nélküli közgyűléseket tartottak (pl. Debrecenben a Tiszántúli Egyházkerület), ahol határozatokban ítélték el a pátenst és kinyilvánították az autonómia melletti elkötelezettségüket. Az ellenállás élén olyan neves személyiségek álltak, mint Tisza Kálmán (későbbi miniszterelnök), Balogh Péter református püspökhelyettes, Révész Imre református lelkész, Vay Miklós báró, Székács József evangélikus püspök. A gyülekezetek és lelkészek gyakran egyszerűen nem hajtották végre a pátensben foglaltakat, vagy csak papíron fogadták el, a gyakorlatban nem alkalmazták. 

## A harc eredménye és jelentősége
Az elsöprő belső ellenállás és a külső nyomás hatására Ferenc József császár 1860. május 15-én kénytelen volt visszavonni a Thun-féle pátenst. Thun minisztert menesztette hivatalából. A Pátens-harc a Bach-korszak végét jelentette, és megmutatta, hogy az osztrák abszolutizmus ereje meggyengült, és nem tudta akaratát ráerőltetni a magyar társadalomra. Bár formálisan egy egyházi kérdésről szólt, a pátensharc valójában egy szélesebb körű nemzeti ellenállássá nőtte ki magát az osztrák önkényuralommal szemben. A protestáns egyházak a magyar nemzeti identitás fontos őrzőinek bizonyultak. A Pátens-harc sikere hozzájárult ahhoz, hogy a bécsi udvar belássa a kompromisszum szükségességét Magyarországgal, és így megnyílt az út a későbbi 1867-es kiegyezés felé.